# Wereldbeker langlaufen 2006/2007
De wereldbeker langlaufen 2006/2007 (officieel: Viessmann FIS World Cup Cross-Country presented by Rauch) begon op 28 oktober 2006 in het Duitse Düsseldorf en eindigde op 25 maart 2007 in Falun. De wereldbeker werd georganiseerd door de Fédération Internationale de Ski. Het was de 26e editie van de wereldbeker voor zowel mannen als vrouwen.
Voor het eerst maakte de etappewedstrijd Tour de Ski deel uit van de wereldbeker, de eindzege ging naar de Duitser Tobias Angerer en de Finse Virpi Kuitunen. Beide atleten hadden hun eindzege in de wereldbeker vooral te danken aan hun overwinning in de Tour de Ski.
Van 22 februari tot en met 4 maart werden in Sapporo de wereldkampioenschappen langlaufen 2007 georganiseerd. De wedstrijden behoorden niet tot de wereldbekercyclus.

## Mannen

### Kalender
| Datum | Plaats                | Discipline                                                         | Eerste                                                                      | Tweede                                                                       | Derde                                                                             |
| --- | --------------------- | ------------------------------------------------------------------ | --------------------------------------------------------------------------- | ---------------------------------------------------------------------------- | --------------------------------------------------------------------------------- |
| 28/10/2006 | Düsseldorf            | Sprint (vrije stijl)                                               | Eldar Rønning                                                               | Øystein Pettersen                                                            | Tor Arne Hetland                                                                  |
| 29/10/2006 | Düsseldorf            | Teamsprint (vrije stijl)                                           | Zweden Peter Larsson Björn Lind                                             | Noorwegen Eldar Rønning Øystein Pettersen                                    | Italië Cristian Zorzi Renato Pasini                                               |
| 18/11/2006 | Gällivare             | 15 km vrije stijl                                                  | Ole Einar Bjørndalen                                                        | Tore Ruud Hofstad                                                            | Franz Göring                                                                      |
| 19/11/2006 | Gällivare             | 4 x 10 km estafette                                                | Duitsland Axel Teichmann Jens Filbrich Tobias Angerer Franz Göring          | Rusland Vasili Rotsjev Jevgeni Dementjev Nikolaj Pankratov Aleksandr Legkov  | Tsjechië Martin Koukal Jirí Magál Lukáš Bauer Milan Šperl                         |
| 25/11/2006 | Kuusamo               | Sprint (klassieke stijl)                                           | Jens Arne Svartedal                                                         | Odd-Bjørn Hjelmeset                                                          | Tor Arne Hetland                                                                  |
| 26/11/2006 | Kuusamo               | 15 km (klassieke stijl)                                            | Eldar Rønning                                                               | Vincent Vittoz                                                               | Anders Södergren                                                                  |
| 08/12/2006 | Cogne                 | Sprint (vrije stijl)                                               | Afgelast en verplaats naar Rybinsk                                          | Afgelast en verplaats naar Rybinsk                                           | Afgelast en verplaats naar Rybinsk                                                |
| 10/12/2006 | Cogne                 | 15 km + 15 km dubbele achtervolging                                | Afgelast en vervangen door 15 km klassieke stijl op 13/12/2006              | Afgelast en vervangen door 15 km klassieke stijl op 13/12/2006               | Afgelast en vervangen door 15 km klassieke stijl op 13/12/2006                    |
| 13/12/2006 | Cogne                 | 15 km klassieke stijl                                              | Eldar Rønning                                                               | Tor Arne Hetland                                                             | Jevgeni Dementjev                                                                 |
| 16/12/2006 | La Clusaz             | 30 km vrije stijl (massastart)                                     | Tobias Angerer                                                              | Aleksandr Legkov                                                             | Jevgeni Dementjev                                                                 |
| 17/12/2006 | La Clusaz             | 4x10 km estafette                                                  | Rusland Vasili Rotsjev Nikolaj Pankratov Aleksandr Legkov Jevgeni Dementjev | Noorwegen Tor Arne Hetland Eldar Rønning Ole Einar Bjørndalen Petter Northug | Duitsland Benjamin Seifert Axel Teichmann René Sommerfeldt Tobias Angerer         |
| Tour de Ski |                       |                                                                    |                                                                             |                                                                              |                                                                                   |
| 29/12/2006 | Nove Mesto            | 4,5 km klassieke stijl                                             | Afgelast vanwege sneeuwgebrek                                               | Afgelast vanwege sneeuwgebrek                                                | Afgelast vanwege sneeuwgebrek                                                     |
| 30/12/2006 | Nove Mesto            | 15 km vrije stijl (handicapstart)                                  | Afgelast vanwege sneeuwgebrek                                               | Afgelast vanwege sneeuwgebrek                                                | Afgelast vanwege sneeuwgebrek                                                     |
| 31/12/2006 | München               | Sprint (vrije stijl)                                               | Christoph Eigenmann                                                         | Devon Kershaw                                                                | Roddy Darragon                                                                    |
| 02/01/2007 | Oberstdorf            | 10 km + 10 km dubbele achtervolging                                | Vincent Vittoz                                                              | Aleksandr Legkov                                                             | Tobias Angerer                                                                    |
| 03/01/2007 | Oberstdorf            | 15 km klassieke stijl                                              | Franz Göring                                                                | René Sommerfeldt                                                             | Tobias Angerer                                                                    |
| 05/01/2007 | Asiago                | Sprint (vrije stijl)                                               | Tor Arne Hetland                                                            | Thobias Fredriksson                                                          | Petter Northug                                                                    |
| 06/01/2007 | Val di Fiemme         | 30 km klassieke stijl (massastart)                                 | Eldar Rønning                                                               | Ivan Alypov                                                                  | Sami Jauhojärvi                                                                   |
| 07/01/2007 | Val di Fiemme         | 11 km vrije stijl (bergachtervolging)                              | Sergey Shiryayev                                                            | Aleksandr Legkov                                                             | Giorgio Di Centa                                                                  |
| Eindstand Tour de Ski                                                                                              | Eindstand Tour de Ski | Eindstand Tour de Ski                                              | Tobias Angerer                                                              | Aleksandr Legkov                                                             | Simen Østensen                                                                    |
| 20/01/2007 | Rybinsk               | 15 km + 15 km dubbele achtervolging 30 km vrije stijl (massastart) | Aleksandr Legkov                                                            | Emmanuel Jonnier                                                             | Tobias Angerer                                                                    |
| 21/01/2007 | Rybinsk               | Teamsprint Sprint (vrije stijl)                                    | Renato Pasini                                                               | Nikolaj Pankratov                                                            | Tobias Angerer                                                                    |
| 27/01/2007 | Otepää                | 15 km klassieke stijl                                              | Axel Teichmann                                                              | Frode Estil                                                                  | Odd-Bjørn Hjelmeset                                                               |
| 28/01/2007 | Otepää                | Sprint (klassieke stijl)                                           | Jens Arne Svartedal                                                         | Vasili Rotsjev                                                               | Torin Koos                                                                        |
| 03/02/2007 | Davos                 | 15 km vrije stijl                                                  | Vincent Vittoz Toni Livers                                                  |                                                                              | Christian Hoffmann                                                                |
| 04/02/2007 | Davos                 | 4x10 km estafette                                                  | Rusland Ilija Tsjernoezov Sergej Novikov Ivan Babikov Sergej Sjirajev       | Italië Fabio Santus Pietro Piller Cottrer Valerio Checchi Giorgio Di Centa   | Frankrijk Emmanuel Jonnier Jean-Marc Gaillard Alexandre Rousselet Vincent Vittoz  |
| 15/02/2007 | Changchun             | Sprint (klassieke stijl)                                           | Ola Vigen Hattestad                                                         | Børre Næss                                                                   | Tor Arne Hetland                                                                  |
| 16/02/2007 | Changchun             | 15 km vrije stijl                                                  | Tobias Angerer                                                              | Vincent Vittoz                                                               | Emmanuel Jonnier                                                                  |
| 22 februari tot en met 4 maart: wereldkampioenschappen langlaufen 2007 in Sapporo (telt niet mee voor wereldbeker) |                       |                                                                    |                                                                             |                                                                              |                                                                                   |
| 10/03/2007 | Lahti                 | Sprint (vrije stijl)                                               | Petter Northug                                                              | Jens Arne Svartedal                                                          | Eldar Rønning                                                                     |
| 11/03/2007 | Lahti                 | 15 km klassieke stijl                                              | Odd-Bjørn Hjelmeset                                                         | Eldar Rønning                                                                | Tobias Angerer                                                                    |
| 14/03/2007 | Drammen               | Sprint (klassieke stijl)                                           | Børre Næss                                                                  | Mats Larsson                                                                 | Trond Iversen                                                                     |
| 17/03/2007 | Oslo                  | 50 km klassieke stijl                                              | Odd-Bjørn Hjelmeset                                                         | Tobias Angerer                                                               | Frode Estil                                                                       |
| 21/03/2007 | Stockholm             | Sprint (klassieke stijl)                                           | Mikhail Devetsjarov                                                         | Emil Jönsson                                                                 | Mats Larsson                                                                      |
| 24/03/2007 | Falun                 | 15 km + 15 km dubbele achtervolging                                | Tobias Angerer                                                              | Matthias Fredriksson                                                         | Emmanuel Jonnier                                                                  |
| 25/03/2007 | Falun                 | 4x10 km estafette                                                  | Noorwegen Øystein Pettersen Odd-Bjørn Hjelmeset Frode Estil Petter Northug  | Rusland Nikolaj Pankratov Vasili Rotsjev Aleksandr Legkov Maksim Vylegsjanin | Frankrijk Christophe Perrillat Jean-Marc Gaillard Vincent Vittoz Emmanuel Jonnier |

### Eindstanden
| Algemene wereldbeker | Algemene wereldbeker | Algemene wereldbeker | Algemene wereldbeker |
| #                    | Naam                 | Land                 | Punten               |
| -------------------- | -------------------- | -------------------- | -------------------- |
| 1                    | Tobias Angerer       | GER                  | 1.131                |
| 2                    | Alexander Legkov     | RUS                  | 578                  |
| 3                    | Eldar Rønning        | NOR                  | 556                  |
| 4                    | Tor Arne Hetland     | NOR                  | 552                  |
| 5                    | Odd-Bjørn Hjelmeset  | NOR                  | 479                  |
| 6                    | Vincent Vittoz       | FRA                  | 463                  |
| 7                    | Petter Northug       | NOR                  | 442                  |
| 8                    | Jens Arne Svartedal  | NOR                  | 386                  |
| 9                    | Sami Jauhojärvi      | FIN                  | 382                  |
| 10                   | Frode Estil          | NOR                  | 381                  |

| Afstandswereldbeker | Afstandswereldbeker | Afstandswereldbeker | Afstandswereldbeker |
| #                   | Naam                | Land                | Punten              |
| ------------------- | ------------------- | ------------------- | ------------------- |
| 1                   | Tobias Angerer      | GER                 | 592                 |
| 2                   | Vincent Vittoz      | FRA                 | 415                 |
| 3                   | Odd-Bjørn Hjelmeset | NOR                 | 348                 |
| 4                   | Eldar Rønning       | NOR                 | 285                 |
| 5                   | Frode Estil         | NOR                 | 285                 |
| 6                   | Alexander Legkov    | RUS                 | 258                 |
| 7                   | Mathias Fredriksson | SWE                 | 252                 |
| 8                   | Anders Södergren    | SWE                 | 237                 |
| 9                   | Emmanuel Jonnier    | FRA                 | 218                 |
| 10                  | Axel Teichmann      | GER                 | 217                 |

| Sprintwereldbeker | Sprintwereldbeker   | Sprintwereldbeker | Sprintwereldbeker |
| #                 | Naam                | Land              | Punten            |
| ----------------- | ------------------- | ----------------- | ----------------- |
| 1                 | Jens Arne Svartedal | NOR               | 341               |
| 2                 | Trond Iversen       | NOR               | 286               |
| 3                 | Emil Jönsson        | SWE               | 282               |
| 4                 | Tor Arne Hetland    | NOR               | 234               |
| 5                 | Eldar Rønning       | NOR               | 215               |
| 6                 | Andrew Newell       | USA               | 210               |
| 7                 | Børre Næss          | NOR               | 209               |
| 8                 | Johan Kjølstad      | NOR               | 181               |
| 9                 | Ola Vigen Hattestad | NOR               | 178               |
| 10                | Vasili Rotsjev      | RUS               | 170               |

## Vrouwen

### Kalender
| Datum | Plaats                 | Discipline                                                           | Eerste                                                                              | Tweede                                                                               | Derde                                                                           |
| --- | ---------------------- | -------------------------------------------------------------------- | ----------------------------------------------------------------------------------- | ------------------------------------------------------------------------------------ | ------------------------------------------------------------------------------- |
| 28/10/2006 | Düsseldorf             | Sprint (vrije stijl)                                                 | Marit Bjørgen                                                                       | Natalja Matvejeva                                                                    | Ella Gjømle                                                                     |
| 29/10/2006 | Düsseldorf             | Teamsprint (vrije stijl)                                             | Noorwegen Marit Bjørgen Ella Gjømle                                                 | Zweden Lina Andersson Britta Norgren                                                 | Finland Virpi Kuitunen Aino-Kaisa Saarinen                                      |
| 18/11/2006 | Gällivare              | 10 km vrije stijl                                                    | Kateřina Neumannová                                                                 | Kristina Šmigun                                                                      | Marit Bjørgen                                                                   |
| 19/11/2006 | Gällivare              | 4x5 km estafette                                                     | Noorwegen Hilde Pedersen Marit Bjørgen Vibeke Skofterud Kristin Steira              | Duitsland Manuela Henkel Evi Sachenbacher-Stehle Claudia Künzel-Nystad Katrin Zeller | Finland Virpi Kuitunen Kirsi Välimaa Riitta-Liisa Roponen Aino-Kaisa Saarinen   |
| 25/11/2006 | Kuusamo                | Sprint (klassieke stijl)                                             | Petra Majdič                                                                        | Virpi Kuitunen                                                                       | Marit Bjørgen                                                                   |
| 26/11/2006 | Kuusamo                | 10 km (klassieke stijl)                                              | Virpi Kuitunen                                                                      | Marit Bjørgen                                                                        | Kristina Šmigun                                                                 |
| 08/12/2006 | Cogne                  | Sprint (vrije stijl)                                                 | Afgelast en verplaats naar Rybinsk                                                  | Afgelast en verplaats naar Rybinsk                                                   | Afgelast en verplaats naar Rybinsk                                              |
| 10/12/2006 | Cogne                  | 10 km + 10 km dubbele achtervolging                                  | Afgelast en vervangen door 15 km klassieke stijl op 13/12/2006                      | Afgelast en vervangen door 15 km klassieke stijl op 13/12/2006                       | Afgelast en vervangen door 15 km klassieke stijl op 13/12/2006                  |
| 13/12/2006 | Cogne                  | 15 km klassieke stijl                                                | Virpi Kuitunen                                                                      | Petra Majdič                                                                         | Aino-Kaisa Saarinen                                                             |
| 16/12/2006 | La Clusaz              | 15 km vrije stijl (massastart)                                       | Virpi Kuitunen                                                                      | Riitta-Liisa Roponen                                                                 | Arianna Follis                                                                  |
| 17/12/2006 | La Clusaz              | 4x5 km estafette                                                     | Duitsland Claudia Künzel-Nystad Stefanie Böhler Evi Sachenbacher-Stehle Viola Bauer | Zweden Lina Andersson Charlotte Kalla Britta Norgren Sara Lindborg                   | Tsjechië Kamila Rajdlova Helena Erbenova Kateřina Neumannová Ivana Janeckova    |
| Tour de Ski |                        |                                                                      |                                                                                     |                                                                                      |                                                                                 |
| 29/12/2006 | Nove Mesto             | Sprint (klassieke stijl                                              | Afgelast vanwege sneeuwgebrek                                                       | Afgelast vanwege sneeuwgebrek                                                        | Afgelast vanwege sneeuwgebrek                                                   |
| 30/12/2006 | Nove Mesto             | 10 km vrije stijl (handicapstart)                                    | Afgelast vanwege sneeuwgebrek                                                       | Afgelast vanwege sneeuwgebrek                                                        | Afgelast vanwege sneeuwgebrek                                                   |
| 31/12/2006 | München                | Sprint (vrije stijl)                                                 | Marit Bjørgen                                                                       | Arianna Follis                                                                       | Chandra Crawford                                                                |
| 02/01/2007 | Oberstdorf             | 5 km + 5 km dubbele achtervolging                                    | Kristin Størmer Steira                                                              | Valentyna Sjevtsjenko                                                                | Olga Savjalova                                                                  |
| 03/01/2007 | Oberstdorf             | 10 km klassieke stijl                                                | Petra Majdič                                                                        | Kristin Størmer Steira                                                               | Virpi Kuitunen                                                                  |
| 05/01/2007 | Asiago                 | Sprint (vrije stijl)                                                 | Virpi Kuitunen                                                                      | Marit Bjørgen                                                                        | Arianna Follis                                                                  |
| 06/01/2007 | Val di Fiemme          | 15 km klassieke stijl (massastart)                                   | Virpi Kuitunen                                                                      | Aino-Kaisa Saarinen                                                                  | Marit Bjørgen                                                                   |
| 07/01/2007 | Val di Fiemme          | 10 km vrije stijl (bergachtervolging)                                | Kateřina Neumannová                                                                 | Kristin Størmer Steira                                                               | Valentyna Sjevtsjenko                                                           |
| Eindstand Tour de Ski:                                                                                             | Eindstand Tour de Ski: | Eindstand Tour de Ski:                                               | Virpi Kuitunen                                                                      | Marit Bjørgen                                                                        | Valentyna Sjevtsjenko                                                           |
| 20/01/2007 | Rybinsk                | 7,5 km + 7,5 km dubbele achtervolging 15 km vrije stijl (massastart) | Riitta-Liisa Roponen                                                                | Kateřina Neumannová                                                                  | Aino-Kaisa Saarinen                                                             |
| 21/01/2007 | Rybinsk                | Teamsprint Sprint (vrije stijl)                                      | Arianna Follis                                                                      | Claudia Künzel-Nystad                                                                | Kikkan Randall                                                                  |
| 27/01/2007 | Otepää                 | 10 km klassieke stijl                                                | Justyna Kowalczyk                                                                   | Virpi Kuitunen                                                                       | Valentyna Sjevtsjenko                                                           |
| 28/01/2007 | Otepää                 | Sprint (klassieke stijl)                                             | Virpi Kuitunen                                                                      | Astrid Jacobsen                                                                      | Jevgenia Sjapovalova                                                            |
| 03/02/2007 | Davos                  | 10 km vrije stijl                                                    | Virpi Kuitunen                                                                      | Olga Savjalova                                                                       | Marit Bjørgen                                                                   |
| 04/02/2007 | Davos                  | 4x5 km estafette                                                     | Zweden Lina Andersson Anna Karin Strömstedt Charlotte Kalla Britta Norgren          | Noorwegen Astrid Jacobsen Vibeke Skofterud Kristin Størmer Steira Marit Bjørgen      | Finland Pirjo Manninen Aino-Kaisa Saarinen Kati Venäläinen Riitta-Liisa Roponen |
| 15/02/2007 | Changchun              | Sprint (klassieke stijl)                                             | Jevgenia Sjapovalova                                                                | Natalja Matvejeva                                                                    | Guro Strøm Solli                                                                |
| 16/02/2007 | Changchun              | 10 km vrije stijl                                                    | Kateřina Neumannová                                                                 | Karine Philippot                                                                     | Svetlana Malahova-Sjisjkina                                                     |
| 22 februari tot en met 4 maart: Wereldkampioenschappen langlaufen 2007 in Sapporo (telt niet mee voor wereldbeker) |                        |                                                                      |                                                                                     |                                                                                      |                                                                                 |
| 10/03/2007 | Lahti                  | Sprint (vrije stijl)                                                 | Virpi Kuitunen                                                                      | Riitta-Liisa Roponen                                                                 | Anna Dahlberg                                                                   |
| 11/03/2007 | Lahti                  | 10 km klassieke stijl                                                | Kristina Šmigun                                                                     | Olga Savjalova                                                                       | Viola Bauer                                                                     |
| 14/03/2007 | Drammen                | Sprint (klassieke stijl)                                             | Virpi Kuitunen                                                                      | Petra Majdič                                                                         | Aino-Kaisa Saarinen                                                             |
| 17/03/2007 | Oslo                   | 30 km klassieke stijl                                                | Aino-Kaisa Saarinen                                                                 | Virpi Kuitunen                                                                       | Petra Majdič                                                                    |
| 21/03/2007 | Stockholm              | Sprint (klassieke stijl)                                             | Petra Majdič                                                                        | Virpi Kuitunen                                                                       | Anna Dahlberg                                                                   |
| 24/03/2007 | Falun                  | 7,5 km + 7,5 km dubbele achtervolging                                | Marit Bjørgen                                                                       | Kateřina Neumannová                                                                  | Therese Johaug                                                                  |
| 25/03/2007 | Falun                  | 4x5 km estafette                                                     | Duitsland Stefanie Böhler Viola Bauer Evi Sachenbacher-Stehle Claudia Künzel-Nystad | Finland Pirjo Manninen Virpi Kuitunen Riitta-Liisa Roponen Aino-Kaisa Saarinen       | Zweden Anna Dahlberg Maria Rydqvist Charlotte Kalla Britta Norgren              |

### Eindstanden
| Algemene wereldbeker | Algemene wereldbeker    | Algemene wereldbeker | Algemene wereldbeker |
| #                    | Naam                    | Land                 | Punten               |
| -------------------- | ----------------------- | -------------------- | -------------------- |
| 1                    | Virpi Kuitunen          | FIN                  | 1.510                |
| 2                    | Marit Bjørgen           | NOR                  | 941                  |
| 3                    | Kateřina Neumannová     | CZE                  | 894                  |
| 4                    | Petra Majdič            | SLO                  | 844                  |
| 5                    | Aino-Kaisa Saarinen     | FIN                  | 826                  |
| 6                    | Riitta-Liisa Roponen    | FIN                  | 548                  |
| 7                    | Valentyna Sjevtsjenko   | UKR                  | 541                  |
| 8                    | Justyna Kowalczyk       | POL                  | 484                  |
| 9                    | Evi Sachenbacher-Stehle | GER                  | 438                  |
| 10                   | Arianna Follis          | ITA                  | 419                  |

| Afstandswereldbeker | Afstandswereldbeker   | Afstandswereldbeker | Afstandswereldbeker |
| #                   | Naam                  | Land                | Punten              |
| ------------------- | --------------------- | ------------------- | ------------------- |
| 1                   | Virpi Kuitunen        | FIN                 | 650                 |
| 2                   | Kateřina Neumannová   | CZE                 | 627                 |
| 3                   | Aino-Kaisa Saarinen   | FIN                 | 441                 |
| 4                   | Marit Bjørgen         | NOR                 | 405                 |
| 5                   | Kristina Šmigun       | EST                 | 405                 |
| 6                   | Riitta-Liisa Roponen  | FIN                 | 368                 |
| 7                   | Olga Zavyalova        | RUS                 | 326                 |
| 8                   | Petra Majdič          | SLO                 | 325                 |
| 9                   | Valentyna Sjevtsjenko | UKR                 | 295                 |
| 10                  | Justyna Kowalczyk     | POL                 | 252                 |

| Sprintwereldbeker | Sprintwereldbeker    | Sprintwereldbeker | Sprintwereldbeker |
| #                 | Naam                 | Land              | Punten            |
| ----------------- | -------------------- | ----------------- | ----------------- |
| 1                 | Virpi Kuitunen       | FIN               | 532               |
| 2                 | Petra Majdič         | SLO               | 385               |
| 3                 | Natalja Matvejeva    | RUS               | 313               |
| 4                 | Lina Andersson       | SWE               | 238               |
| 5                 | Anna Dahlberg        | SWE               | 228               |
| 6                 | Marit Bjørgen        | NOR               | 216               |
| 7                 | Aino-Kaisa Saarinen  | FIN               | 214               |
| 8                 | Arianna Follis       | ITA               | 208               |
| 9                 | Jevgenia Sjapovalova | RUS               | 203               |
| 10                | Astrid Jacobsen      | NOR               | 186               |

## Landenklassementen
| Algemeen | Algemeen    | Algemeen | Algemeen |
| #        | Land        | Punten   |          |
| -------- | ----------- | -------- | -------- |
| 1        | Noorwegen   | 8.780    |          |
| 2        | Duitsland   | 5.387    |          |
| 3        | Rusland     | 5.268    |          |
| 4        | Finland     | 4.960    |          |
| 5        | Zweden      | 3.741    |          |
| 6        | Italië      | 2.562    |          |
| 7        | Tsjechië    | 2.185    |          |
| 8        | Frankrijk   | 2.050    |          |
| 9        | Estland     | 1.128    |          |
| 10       | Zwitserland | 1.061    |          |

| Mannen | Mannen           | Mannen | Mannen |
| #      | Land             | Punten |        |
| ------ | ---------------- | ------ | ------ |
| 1      | Noorwegen        | 5.498  |        |
| 2      | Rusland          | 3.084  |        |
| 3      | Duitsland        | 2.943  |        |
| 4      | Zweden           | 2.156  |        |
| 5      | Frankrijk        | 1.447  |        |
| 6      | Italië           | 1.124  |        |
| 7      | Finland          | 1.013  |        |
| 8      | Tsjechië         | 883    |        |
| 9      | Zwitserland      | 711    |        |
| 10     | Verenigde Staten | 598    |        |

| Vrouwen | Vrouwen   | Vrouwen | Vrouwen |
| #       | Land      | Punten  |         |
| ------- | --------- | ------- | ------- |
| 1       | Finland   | 3.947   |         |
| 2       | Noorwegen | 3.282   |         |
| 3       | Duitsland | 2.444   |         |
| 4       | Rusland   | 2.184   |         |
| 5       | Zweden    | 1.585   |         |
| 6       | Italië    | 1.438   |         |
| 7       | Tsjechië  | 1.302   |         |
| 8       | Slovenië  | 1.022   |         |
| 9       | Frankrijk | 603     |         |
| 10      | Oekraïne  | 595     |         |